# Frank Jarvis
Frank Washington Jarvis (California, 31 agosto 1878 – Sewickley, 2 giugno 1933) è stato un velocista e triplista statunitense, campione olimpico dei 100 metri piani a Parigi 1900.

## Biografia
Jarvis, già campione AAU nelle 100 iarde, partecipa ai Giochi olimpici del 1900 a Parigi come uno dei favoriti nella gara dei 100 metri piani, anche se l'atleta più accreditato alla vigilia della gara sembra essere il connazionale Arthur Duffey, recente vincitore dei campionati britannici.
Nelle batterie Jarvis ed un altro statunitense Walter Tewksbury, eguagliano con il tempo di 10"8 il primato mondiale della distanza. Nella finale, a cui prendono parte ben tre statunitensi, Jarvis vince in 11"0, tempo inferiore a quello realizzato nella batterie ma sufficiente a consentirgli di ottenere l'oro, approfittando anche del ritiro di Duffey.
Nella stessa edizione dei Giochi olimpici Jarvis partecipa anche alle gare del salto triplo e del salto triplo da fermo, non raggiungendo posizione di vertice nelle classifiche finali.
Dopo la fine della carriera agonistica Jarvis si laurea in giurisprudenza all'Università di Pittsburgh, dedicandosi in seguito all'attività di avvocato. Muore il 2 giugno 1933 a Sewickley, Pennsylvania.

## Palmarès
| Anno | Manifestazione  | Sede   | Evento          | Risultato | Prestazione | Note |
| ---- | --------------- | ------ | --------------- | --------- | ----------- | ---- |
| 1900 | Giochi olimpici | Parigi | 100 m piani     | Oro       | 11"0        |      |
| 1900 | Giochi olimpici | Parigi | Salto triplo    | 7º-13º    | n/d         |      |
| 1900 | Giochi olimpici | Parigi | Triplo da fermo | 5º-10º    | n/d         |      |